# Valtopina
Valtopina ist eine italienische Gemeinde mit 1282 Einwohnern (Stand 31. Dezember 2023) in der Provinz Perugia in der Region Umbrien.

## Geografie

Die Lage von Valtopina in der Provinz Perugia

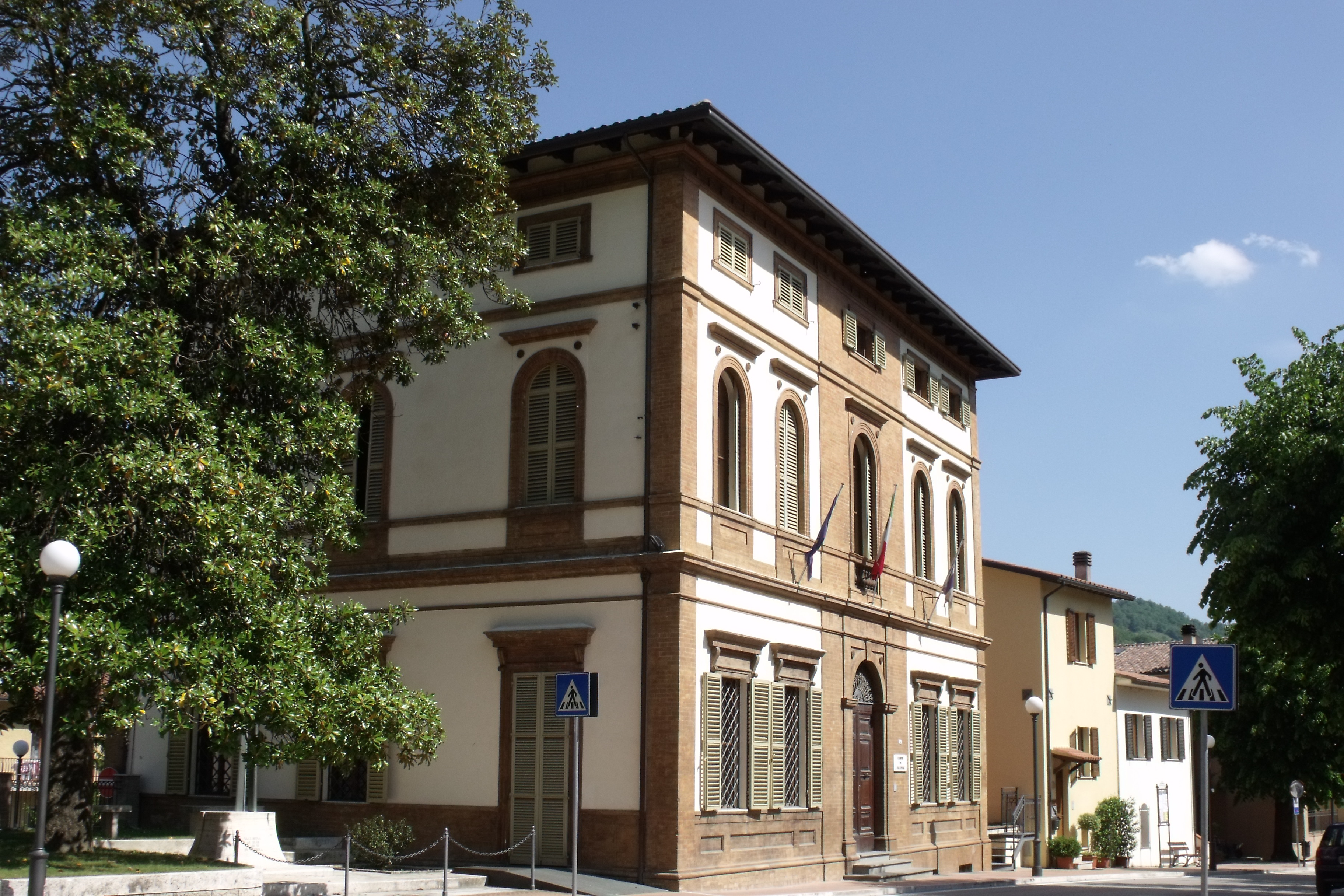
Das Rathaus von Valtopina

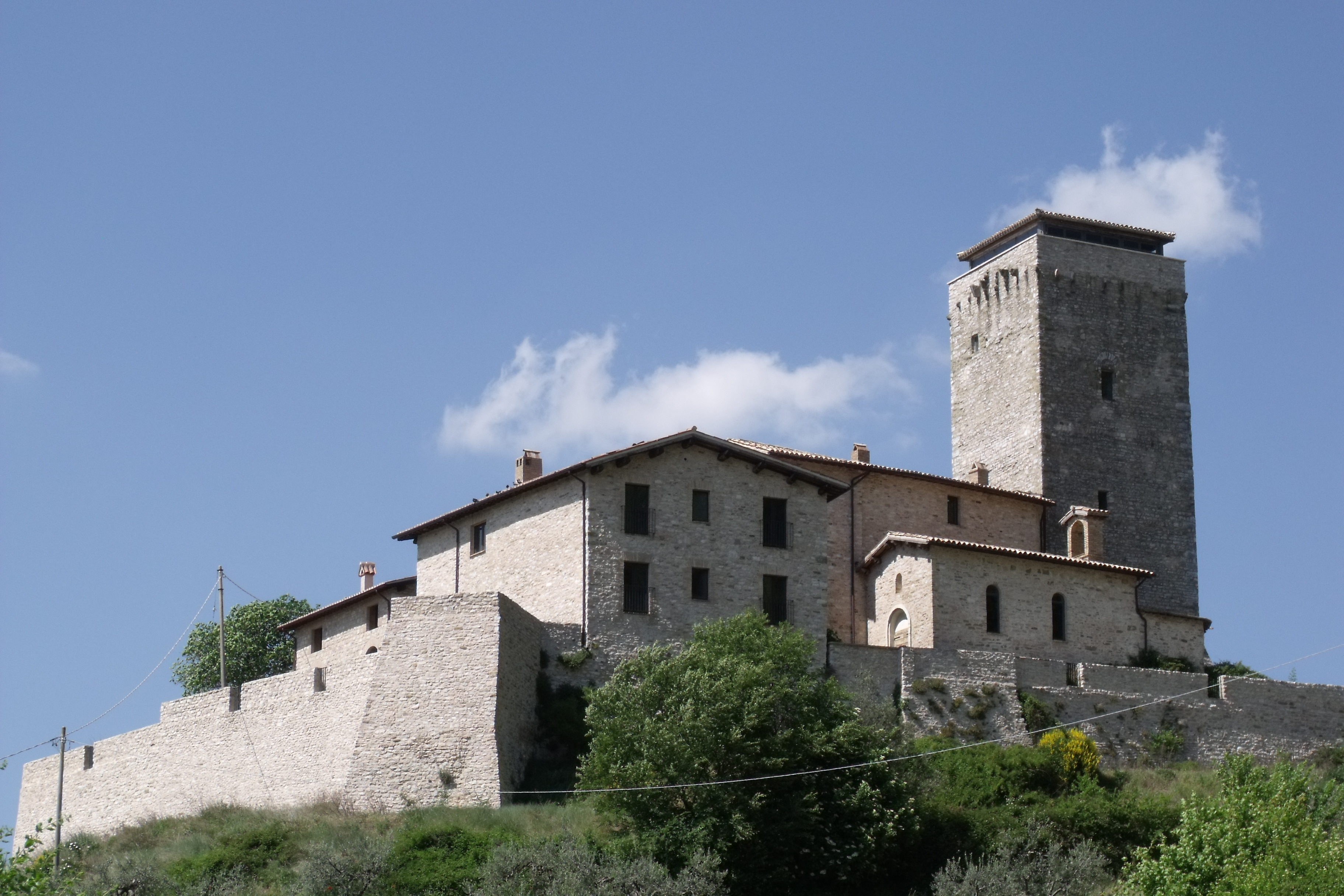
Die Burg Castello di Poggio im Ortsteil Poggio, ehemaliger Hauptort

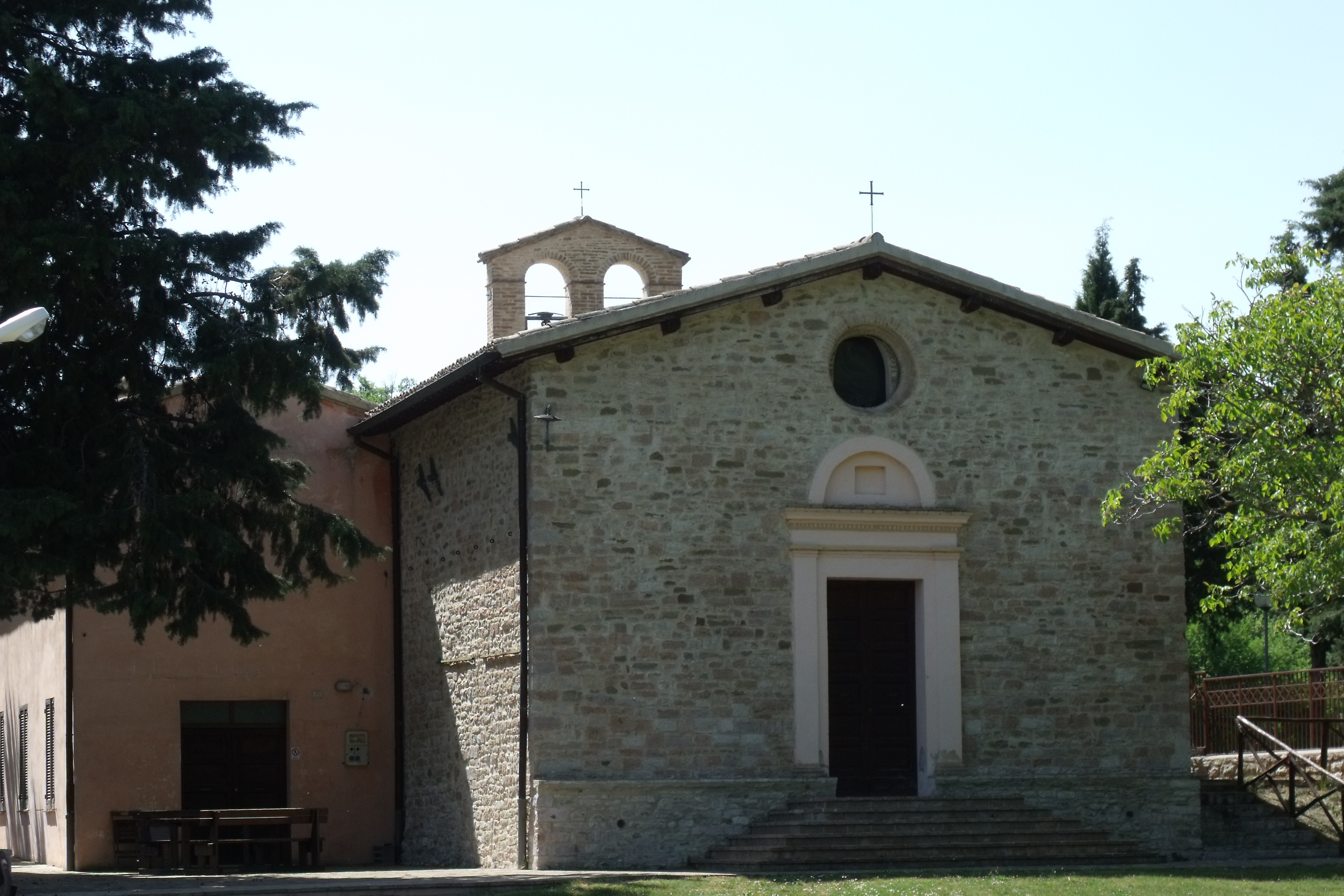
Die Kirche Chiesa di Santa Cristiana

Die Gemeinde erstreckt sich über rund 40 km². Sie liegt etwa 30 km östlich von Perugia. Sie liegt am Monte Subasio, am Fluss Topino und an der Via Flaminia. Zu den Ortsteilen zählen Balciano, Capranica, Casatommaso, Collebudino, Franchillo, Fondia, Gallano, Giove, Pasano, Poggio, Ponte Rio, Santa Cristina, Sasso und Vallemare. Die Nachbargemeinden sind Assisi, Foligno, Nocera Umbra und Spello.

## Geschichte
Im 3. Jahrhundert v. Chr. wurde die Via Flaminia erbaut, und erste Siedlungen am Monte Subasio entstanden. Um 1235 war das Gemeindegebiet ungefähr doppelt so groß wie heute und unterstand Spoleto, wenn auch mit gewisser Autonomie. Damaliger Hauptort war das Castello del Poggio im heutigen Ortsteil Poggio, von wo aus die um das 10. Jahrhundert entstandenen Burgengemeinschaft des Gebietes, Universitas Vallis Tupini et Villae Balciani genannt, bis 1867 regiert wurde. 1282 unterwarf sich der Ort Assisi, um Schutz vor Foligno zu suchen, wurde aber 1300 auf Bestreben von Papst Bonifatius VIII. wieder unabhängig. 1383 wurde der Burggraf des Topinotals von Corrado Trinci aus Foligno abgesetzt, der den Ort bis zu seiner eigenen Absetzung 1439 regierte. Unter ihm entstanden 1434 die Statuten des Ortes, die bis 1816 gültig waren. 1867 wurde der ehemals Cerqua genannte heutige Hauptort durch die Errichtung der Eisenbahnlinie von Rom nach Ancona Sitz der Gemeindeverwaltung und der Ort nahm den neuen, auf den Fluss Topina bezogenen Namen an. Von 1927 bis 1947 wurde Valtopina Ortsteil von Foligno, danach selbständige Gemeinde.

## Sehenswürdigkeiten
- Castello di Gallano, im 12. Jahrhundert erbaute Burg im Ortsteil Gallano.
- Castello di Poggio, im 11. Jahrhundert erbaute Burg im Ortsteil Poggio.
- Castello di Serra, um das 11. Jahrhundert erbaute Burg.
- Chiesa San Pietro Apostolo, Kirche.
- Chiesa di Santa Cristina, älteste, bereits im 12. Jahrhundert erwähnte Kirche des Ortes. Enthält Fresken aus dem 15. Jahrhundert[5].
- Ponte Rio, mittelalterliche Brückenruine über den Fluss Topino.
- Villa rustica romana, römische Villa, die zwischen dem 1. Jahrhundert v. Chr. und dem 2. n. Chr. entstand.

## Gemeindepartnerschaften
- Salles-sur-l’Hers, Département Aude, Region Okzitanien, Frankreich[6]